# 아메리카의 밤
아메리카의 밤(La Nuit américaine)은 프랑수아 트뤼포의 1973년 작품이다.

## 줄거리
니스 인근의 스튜디오 빅토린에서 시아버지(알렉상드르)와 며느리(파멜라)가 사랑에 빠져 도망친 사건을 다룬 <파멜라를 소개합니다(Je vous présente Paméla)>가 촬영중이다. 감독인 페랑은 제작 일수 축소요구, 알렉상드르의 죽음을 비롯한 갖가지 위기를 넘기며 촬영을 무사히 마친다.

## 특이사항
주제가 영화에 대한 영화인만큼 현실의 많은 부분들이 반영되어 있다. 대표적인 예로 감독인 페랑 역은 트뤼포가 맡았다. 이 외에도 많은 실제 스텝들이 실명으로 같은 역(스틸기사 피에르, 편집기사 얀과 마르틴, 조감독 장-프랑수아 등)을 맡거나, 다른 역할로 영화에 등장한다( 제작자 마르셀, 제작 담당 마르셀, 제작부장 롤랑 등)
영화 제목인 <La Nuit américaine (영문 제목 Day for night)>은 필터를 밤 장면처럼 표현하는 효과를 가리킨다.
이 영화는 1974년 오스카 외국어영화상을 수상했다.

## 스탭
- 음악: 조르주 들르뤼
- 편집: 마르틴 바라케, 얀 드데
- 배경: 다미앙 랑프랑쉬
- 음향: 르네 르베르

## 수상
- 1974년 아카데미상 최우수 외국어영화상